# Strauchrohrsänger
Der Strauchrohrsänger (Acrocephalus concinens) ist ein Singvogel aus der Gattung der Rohrsänger (Acrocephalus) und der Familie der Rohrsängerartigen (Acrocephalidae).
Der Vogel kommt als Sommervogel in Afghanistan, China, Nordostindien und Pakistan vor und überwintert in Bangladesch, Myanmar und Thailand.
Der Lebensraum umfasst Schilf, Binsengewächse, hohes Gras und ähnliche Vegetation in unmittelbarer Wassernähe, feuchte Täler bis etwa 3000 m Höhe, außerhalb des Brutgebietes auch kleine Büsche und Uferweiden.
Das Artepitheton kommt von lateinisch concinere ‚harmonisch, im Chor singen‘.
Früher wurde die Art als konspezifisch mit dem Feldrohrsänger (Acrocephalus agricola) angesehen.

## Merkmale
Die Art ist 13–14 cm groß und wiegt zwischen 7 und 9 g. Dieser graue, ungestreifte Rohrsänger hat einen auffallenden weißlichen Überaugenstreif, der etwas hinter das Auge reicht, und einen dünnen dunklen Augenstreif. Scheitel und Oberseite sind bräunlich-oliv, Rumpf und Oberschwanzdecken etwas rotbraun. Der Schwanz ist schwärzlich mit olivbrauner Berandung. Die Unterseite ist weißlich, Brust, Flanken und Unterschwanzdecken gelbbraun überhaucht. Die Iris ist dunkelbraun, der Oberschnabel ebenso, der Unterschnabel ist blass, die Beine rosafarben. Vom Feldrohrsänger (Acrocephalus agricola) unterscheidet ihn der kürzere Überaugenstreif und das Fehlen dessen dunkler Begrenzung sowie eines dunklen Hinteraugenstreifs. Der Schwanz ist länger, die Flügel kürzer. Die Geschlechter unterscheiden sich nicht.

## Geografische Variation
Es werden folgende Unterarten anerkannt:
- A. c. haringtoni Witherby, 1920 – Afghanistan bis Nordwestindien
- A. c. stevensi E. C. S. Baker, 1922 – Nordostindien, Bangladesch und Myanmar
- A. c. concinens  (Swinhoe, 1870), Nominatform – China

## Verbreitung und Lebensraum

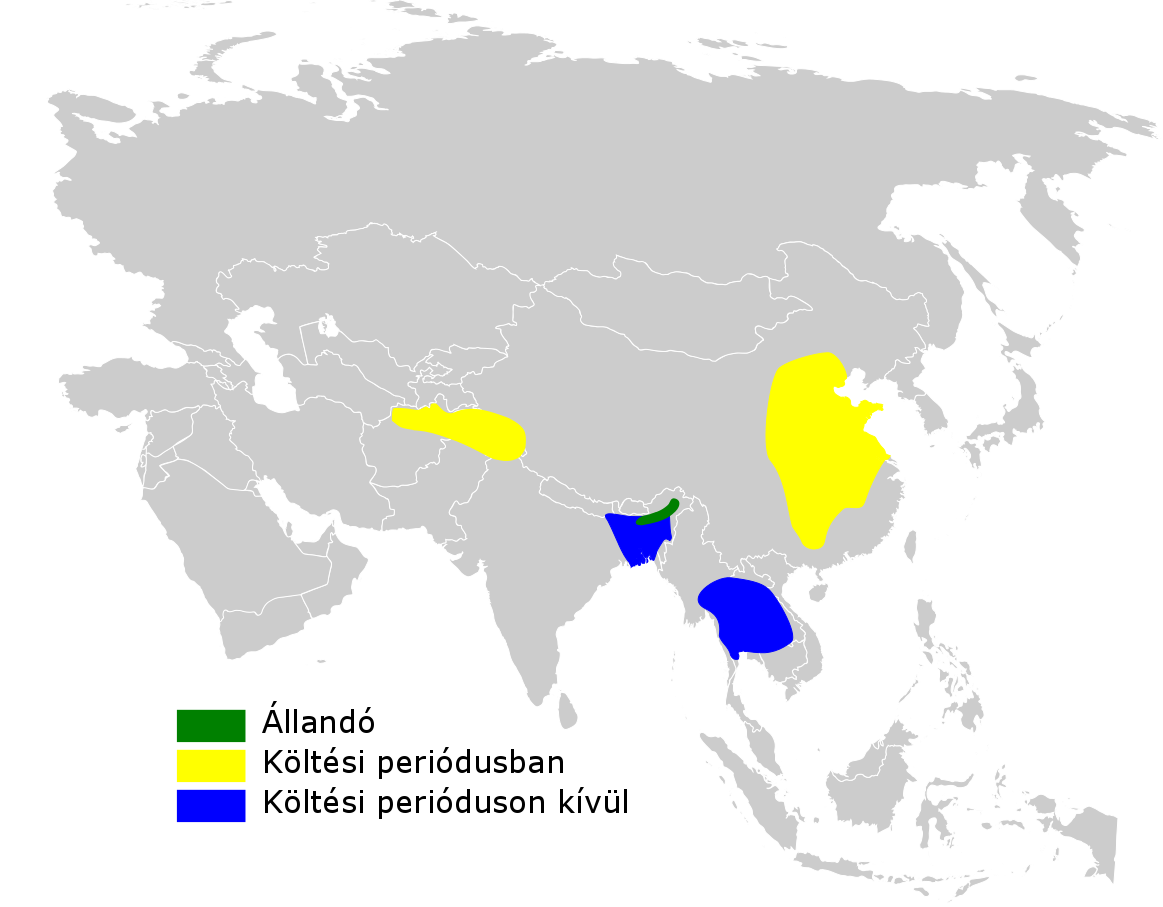
Verbreitung des Strauchrohrsängers:
Brutgebiete
ganzjähriges Vorkommen
Überwinterungsgebiete

Die Unterart stevensi ist überwiegend ein Standvogel, die Nominatform überwintert in Myanmar und Thailand, teilweise auch in Laos. Die Unterart haringtoni ist ein Gastvogel im Brutgebiet.

## Stimme
Der Ruf wird als variierte, wenige Male wiederholte kurze Folgen von Pfeif- und Summtönen beschrieben.

## Lebensweise
Die Nahrung besteht aus Insekten einschließlich Käfern und Hautflüglern. Die Brutzeit liegt zwischen Ende April bis August. Das Nest wird aus Grashalmen, Schilffasern um mehrere aufrechte Pflanzenstängel dicht am Boden bis 1 m Höhe gebaut. Das Gelege besteht aus 3 bis 4 Eiern.

## Gefährdungssituation und Bestand
Die Art wird wegen des großen Verbreitungsgebietes von etwa 1.830.000 km² und der stabilen Bestände in der Roten Liste der IUCN als nicht gefährdet (Least Concern) eingestuft. Eine Bestandsschätzung für die chinesische Nominatform ergab einen Brutbestand von 100 bis 10.000 Brutpaaren.